# Nino Bibbia
Nino Bibbia (né le 15 mars 1922 à Bianzone, dans la province de Sondrio, en Lombardie et mort le 28 mai 2013 à Engadine en Suisse) est un skeletoneur et bobeur italien qui a pris part aux compétitions dans les années 1940.

## Biographie
Nino Bibbia a remporté la médaille d'or aux Jeux olympiques d'hiver de 1948 à Saint-Moritz en skeleton, il a également pris part aux compétitions de bobsleigh, en prenant la sixième place en bob à 4 et la huitième place en bob à 2. Il est le premier Italien à avoir remporté un titre olympique en bobsleigh, luge et skeleton de l'histoire.
Il a également pratiqué d'autres sports hivernaux tels que le saut à ski, le ski de fond et le ski alpin.
Le virage 10 de la piste Cesana Pariol, construite à l'occasion des Jeux olympiques d'hiver de 2006, porte son nom.
Il meurt le 28 mai 2013 à Engadine en Suisse où il vivait.

## Palmarès

### Jeux olympiques
- : Médaille d'or en skeleton aux Jeux olympiques d'hiver de 1948 à Saint-Moritz (Suisse).